# Абиџит Банерџи
Абиџит Банерџи  (енгл. Abhijit Banerjee, 21. фебруар 1961) је амерички економиста рођен у Индији који је тренутно међународни професор економије Форд фондације на Масачусетском институту за технологију. Банерџи је поделио Нобелову меморијалну награду за економске науке за 2019. са Естер Дуфло и Мајклом Кремером „за њихов експериментални приступ ублажавању глобалног сиромаштва“.  Он и Естер Дуфло, који су у браку, шести су брачни пар који је заједно добио Нобелову награду.

## Младост и образовање
Абиџит Банерџи је рођен од оца Бенгалца и мајке Марати у Мумбаију.  Његов отац, Дипак Банерџи, био је професор економије на Presidency College, Калкута,  а његова мајка Нирмала Банерџи (рођена Патанкар), професорка економије у Центру за студије друштвених наука у Калкути.   Његов отац, Дипак Банерџи, стекао је докторат из економије на Лондонској школи економије. 
Школско образовање стекао је у средњој школи South Point, реномираној образовној институцији у Калкути. Након школовања, уписао се на Presidency College, тада придружени колеџ Универзитета у Калкути, а сада аутономни универзитет, где је добио диплому економије 1981. Касније је магистрирао економију на Универзитету Jawaharlal Nehru (JNU), Делхи 1983.  Док је студирао у JNU, ухапшен је и затворен у затвору Тихар током протеста. Пуштен је уз кауцију, а оптужбе су потом одбачене против студената.  Касније је докторирао на Универзитету Харвард 1988.  Предмет његове докторске тезе био је „Есеји из информационе економије“. 

## Академска каријера
Абиџит Банерџи је тренутно међународни професор економије Форд фондације на Масачусетском технолошком институту;  предавао је на Универзитету Харвард и Универзитету Принстон.  Такође је био стипендиста Гугенхајма и Алфреда П. Слоуна. 
Његов рад се фокусира на економију развоја. Заједно са Естер Дуфло је разматрао теренске експерименте као важну методологију за откривање каузалних веза у економији.  Изабран је за члана Америчке академије уметности и науке 2004.  Такође је награђен Инфосис наградом 2009. у категорији друштвених наука економије. Такође је добитник прве награде Инфосис у категорији друштвених наука (економија).  Такође је био у жирију друштвених наука за награду Инфосис 2018. Године 2012. поделио је награду Gerald Loeb Honorable Mention за пословну књигу са коаутором Естер Дуфло за њихову књигу Лоша економија. 
Године 2013. именовао га је генерални секретар Уједињених нација Бан Ки-Мун у групу стручњака задужених за ажурирање Миленијумских развојних циљева након 2015. године (датум њиховог истека). 
Године 2014. добио је награду Бернхард-Хармс од Кил Института за светску економију. 
Године 2019. одржао је 34. годишње предавање Екпорт-Импорт Банк оф Индиа о редизајнирању социјалне политике поводом Дана почетка рада. 
Године 2019. добио је Нобелову награду за економију, заједно са Естер Дуфло и Мајклом Кремером, за њихов рад на ублажавању глобалног сиромаштва. 

### Истраживање и рад у Индији
Банерџи и његови сарадници покушавају да измере ефикасност акција (као што су владини програми) у побољшању живота људи. За ово користе рандомизована контролисана испитивања, слична клиничким испитивањима у медицинским истраживањима.  На пример, иако је вакцинација против полиомијелитиса у Индији бесплатно доступна, многе мајке нису доводиле своју децу на акције вакцинације. Банерџи и проф. Естер Дуфло, такође са МИТ-а, покушала је експеримент у Раџастану, где су дале врећицу махунарки мајкама које су вакцинисале своју децу. Убрзо је стопа имунизације у региону порасла. У другом експерименту, открили су да су се резултати учења побољшали у школама које су добиле помоћнике у настави како би помогли ученицима са посебним потребама. 
Банерџи је суоснивач Abdul Latif Jameel Poverty Action Lab-а (заједно са економистима Естхер Дуфло и Sendhil Mullainathan).  У Индији је члан академског саветодавног одбора Плакша универзитета, универзитета науке и технологије основаног 2010.  

## Лични живот
Абиџит Банерџи је био ожењен др Арундати Тули Банерџи, предавачом књижевности на  MIT-у.   Абиџит и Арундати су имали једног сина и касније су се развели.  Њихов син, рођен 1991. године, погинуо је у несрећи 2016. године.
2015. године, Банерџи се оженио својом сарадницом, професорком  MIT Естер Дуфло; имају двоје деце.   Банерџи је био заједнички супервизор Дуфлоовог доктора економије на  MIT-у 1999.   Дуфло је такође професор за смањење сиромаштва и економију развоја на MIT-у. 

## Публикације

### Књиге
- Aghion, Philippe; Banerjee, Abhijit (2005). Volatility And Growth. Oxford: Oxford University Press. ISBN 9780199248612.
- Banerjee, Abhijit Vinayak; Bénabou, Roland; Mookherjee, Dilip, ур. (2006). Understanding Poverty. Oxford; New York: Oxford University Press. ISBN 9780195305203.
- Banerjee, Abhijit Vinayak (2005). Making Aid Work. Cambridge: MIT Press. ISBN 9780262026154.
- Banerjee, Abhijit V.; Duflo, Esther (2011). Poor Economics: A Radical Rethinking of the Way to Fight Global Poverty. New York: PublicAffairs. ISBN 9781610390408.
- Banerjee, Abhijit Vinayak; Duflo, Esther, ур. (2017). Handbook of Field Experiments, Volume 1. North-Holland Publishing Company. ISBN 9780444633248.
- Banerjee, Abhijit Vinayak; Duflo, Esther, ур. (2017). Handbook of Field Experiments, Volume 2. North-Holland Publishing Company. ISBN 9780444640116.
- Banerjee, Abhijit Vinayak (2019 ). A Short History of Poverty Measurements. Juggernaut Books..
- Banerjee, Abhijit V.; Duflo, Esther (2019). Good Economics for Hard Times. PublicAffairs. ISBN 9781541762879.

## Награде
Абиџит Банерџи је награђен Нобеловом меморијалном наградом за економске науке 2019. заједно са своја два сарадника Естер Дуфло и Мајклом Кремером „за њихов експериментални приступ ублажавању глобалног сиромаштва“. 
У саопштењу за штампу Краљевске шведске академије наука је наведено: „Њихове експерименталне методе истраживања сада у потпуности доминирају економијом развоја . 
Нобелов комитет је коментарисао:
„Банерџи, Дуфло и њихови коаутори закључили су да ученици нису научили ништа од додатних дана у школи. Чини се да ни потрошња на уџбенике није подстакла учење, иако школама у Кенији недостају многи суштински инпути. Штавише, у индијском контексту који су Банерџи и Дуфло намеравали да уче, чинило се да многа деца мало уче: према резултатима теренских тестова у граду Вадодара, мање од једног од пет ученика трећег разреда могло је тачно да одговори на питања из математике из наставног плана и програма у првом разреду. 
„Као одговор на такве налазе, Банерџи, Дуфло и коаутори су тврдили да напори да се више деце уђе у школу морају бити допуњени реформама за побољшање квалитета школа. 
Нобелова награда је била велико признање за њихову изабрану област - развојну економију и за коришћење насумичних контролисаних испитивања. То је изазвало помешане емоције у Индији, где је његов успех прослављен са националистичким жаром, док су приступ и усмереност на сиромашне виђени као негација идеологије тренутне индијске владе, као и ширег развојног дискурса. 
Добио је титулу доктора књижевности (Honoris Causa) Универзитета у Калкути у јануару 2020. 
Абиџит Банерџи и Естхер Дуфло добили су Златну плочу Америчке академије за достигнућа у септембру 2022. 